# Capteur de proximité
Ne doit pas être confondu avec Détecteur de mouvement.

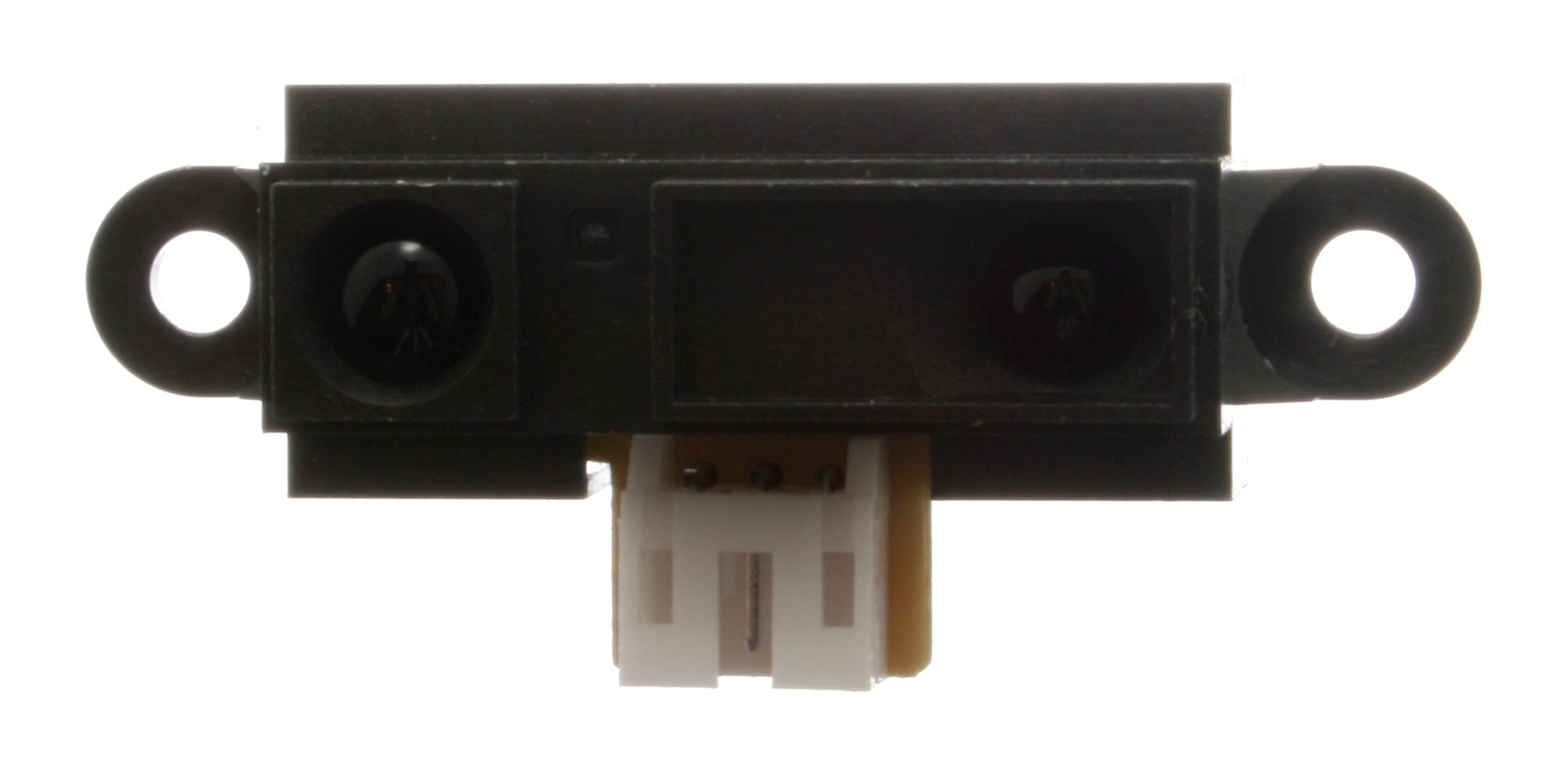
Capteur de proximité Sharp GP2Y0A21YK IR.

Les capteurs de proximité ou détecteurs de présence sont des dispositifs autrefois mécaniques, mais aujourd'hui de plus en plus caractérisés par l'absence de liaison mécanique entre le dispositif de mesure et l’objet cible (personne, animal, objet animé tel qu'un véhicule). L'interaction entre le capteur et sa « cible » est alors réalisée par l’intermédiaire d’une caméra associée à un système d'analyse de l'image, ou plus souvent d'un champ (magnétique, électrique, électromagnétique) ou d'un capteur infrarouge.
Selon les capteurs, objets et situation, l'objet détecté doit être plus ou moins proche du capteur ou illuminé par une source rayonnante (éventuellement non visible, par exemple dans l'infrarouge).
Les capteurs de proximité sont utilisés soit en mode analogique, soit en mode binaire. Dans le premier cas, l’amplitude du signal est une fonction de la position relative de l’objet cible ; dans le second cas, le signal ne peut avoir que deux niveaux (haut et bas), selon que l’objet est présent à proximité ou non du capteur inductif.

## Détection des mouvements de personnes, de véhicules
Ils sont surtout utilisés pour la sécurité, contre les intrusions, les alarmes, ou la mise en route de dispositifs (ouverture d'une porte, d'une barrière, etc.).
Ils peuvent aussi être utilisés par la domotique ou pour réaliser d'importantes économies d'énergie (asservissement de l'éclairage intérieur à des détecteurs de présence) à l'extérieur pour la protection de l'environnement nocturne.

### Exemple de la commune de Vif
La commune de Vif (Isère) a mis en place, le 12 mars 2012, un tronçon routier à éclairage asservi : 1,5 km de voie piétonne et cyclable (le plus long de France à sa date d'installation). Le système d'éclairage asservi comprend 72 lampadaires à LED équipés de détecteurs d'approche et de variateurs de lumière. L'éclairage passe de 10 % (mode veille) pour atteindre son maximum au passage de piétons ou cyclistes avant de revenir au mode veille. L'économie attendue pour la ville est de 21 MWh/an.

## Capteurs de proximité capacitifs (détection d'objets)
Les détecteurs de proximité capacitifs présentent l’avantage de pouvoir détecter à courte distance la présence de tous types d’objets, car sensibles aux métaux et aux non-métaux.
Dans ce cas, la tête de mesure de ces capteurs est formée d'un conducteur cylindrique et d'une enveloppe métallique coaxiale réalisant un condensateur de capacité fixe C1. Si une cible s'approche de l'extrémité des conducteurs précédents, elle constitue avec ces conducteurs deux autres condensateurs.
Ainsi, si le circuit est alimenté par un signal alternatif à une fréquence donnée, lorsqu'on approche une cible, la capacité du circuit change et le signal s'atténue. C'est cette atténuation que l'on mesure.

### Avantages
- pas de contact physique avec l’objet détecté : possibilité de détecter des objets fragiles, fraîchement peints
- pas d’usure, durée de vie indépendante du nombre de manœuvres
- détecteur statique, pas de pièces en mouvement
- produit entièrement encapsulé dans la résine (étanche)
- très bonne tenue à l’environnement industriel (atmosphère polluante)

La face sensible du détecteur constitue l’armature d’un condensateur.
Une tension sinusoïdale est appliquée sur cette face, créant ainsi un champ électrique alternatif devant le détecteur. En considérant que cette tension sinusoïdale est référencée par rapport à un potentiel de référence (terre ou masse par exemple), la deuxième armature est constituée par une électrode reliée à ce potentiel de référence (bâti de machine par exemple). Ces deux électrodes face à face constituent un condensateur dont la capacité est :
C = ε0 * εr * A / d
avec :
- ε0 = 8,854 187 pF/m permittivité du vide
- εr permittivité relative du matériau présent entre les 2 électrodes.
- 1er cas : absence d’objet entre les 2 électrodes

ε r ≈ 1(air) ⇒ C ≈ ε0 A / d
- 2e cas : présence d’un objet isolant entre les 2 électrodes

⇒ (εr ≈ 4)
L’électrode de masse peut être dans ce cas le tapis métallique d’un convoyeur par exemple.
C= (ε 0 . ε r . A) / d
Lorsque εr moyen devient supérieur à 1 en présence d’un objet, C augmente. La mesure de l’augmentation de la valeur de C permet de détecter la présence de l’objet isolant.
- 3e cas : présence d’un objet conducteur entre les 2 électrodes

C= (ε 0 ε r A)/ d-e
avec :
- ε r ≈ 1 (air) ⇒ C ≈ ε 0 (A/ d-e)

La présence d’un objet métallique se traduit donc également par une augmentation de la valeur de C.
Les différents types de détecteurs capacitifs :
- Détecteurs capacitifs sans électrode de masse ; 
Ils utilisent directement le principe décrit précédemment. Un chemin vers la masse (potentiel de référence) est nécessaire pour détecter. Ils sont utilisés pour détecter des matériaux conducteurs (métal, eau) à des distances importantes. Application type : détection de matériaux conducteurs au travers d’un matériau isolant.
- Détecteurs capacitifs avec électrode de masse ;
Il n’est pas toujours possible de trouver un chemin à la masse. C’est le cas si l’on veut détecter le contenant isolant vide de l’exemple précédent. La solution est l’incorporation de l’électrode de masse sur la face de détection. Il y a création d’un champ électrique indépendant d’un chemin à la masse. Application : détection de tous matériaux. Possibilité de détecter des matériaux isolants ou conducteurs derrière une paroi isolante, ex : céréales dans une boîte en carton.
La sensibilité des détecteurs capacitifs, selon l’équation de base citée précédemment (§ 4.1), dépend tout à la fois de la distance objet-capteur et de la matière de l’objet.

Grandeurs d’influence d’un détecteur capacitif ;
- Distance de détection
Elle est liée à la constante diélectrique ou permittivité relative εr propre au matériau de l’objet visé. Pour pouvoir détecter une grande variété de matériaux, les capteurs capacitifs sont généralement munis d’un potentiomètre permettant de régler leur sensibilité.
- Matière

### Détection d'objets
- Toute matière (par exemple dans les chaines de fabrication)
- Portée de détection : jusqu’à 30 mm pour les plus courants
- dépend de l’épaisseur des objets

### Utilisation
- Contrôle de remplissage dans des flacons ou des cuves
- Détection de la présence de matériaux pulvérulents dans des trémies
- Les domaines d’utilisation les plus significatifs se rencontrent dans l’agroalimentaire, la chimie, la transformation des matières plastiques, le bois, les matériaux de construction

## Capteur de proximité inductif
Les capteurs de proximité inductifs détectent tous les matériaux conducteurs à une distance définie :
Un capteur de présence à transistor bipolairedétecte les métaux : si un métal se trouve dans le champ de la zone de couverture active, la sortie PNP ou NPN du capteur est activée ;
Un interrupteur reeddétecte la présence d'un objet si un aimant se trouve dans la zone de couverture active.

### Capteur de proximité inductif à réluctance variable
Il s’agit d’un transformateur dont le circuit magnétique inclut l’objet en déplacement. Celui-ci doit donc être de nature ferromagnétique. L’intervalle entre la cible et la tête du capteur jouant le rôle d’un entrefer détermine la réluctance du circuit magnétique et par suite le flux traversant le secondaire et la tension à ses bornes, lorsque le primaire est alimenté. La tension aux bornes du secondaire, qui est le signal de mesure Vm, varie de façon non linéaire, selon la loi qui est sensiblement de la forme :
{\displaystyle Vmo=Vm.1/(2.5+2ax)^{1}}
Où x est la distance du capteur à la cible Vmo dépend particulièrement de la perméabilité magnétique de la cible, de sa forme et de ses dimensions. Dans la plupart des cas le primaire et le secondaire sont constitués par une seule et même bobine. La grandeur qui varie avec la distance à la cible est alors l'inductance. Un circuit électronique permet de transformer cette inductance en grandeur électrique simple comme une tension électrique, image de la distance.
Ce type de capteurs trouve ses applications dans le domaine aéronautique. En effet sur les avions, la partie électromagnétique du capteur se trouve souvent à l'extérieur (train d'atterrissage, volets...) pendant que l'électronique de détection se trouve dans une partie protégé de l'avion, les deux étant reliés par des fils de liaison. Le principe à réluctance variable est relativement bien adapté à ce type d'application car relativement insensible aux longueurs des fils de liaison.

### Capteur inductif à courants de Foucault
Les capteurs inductifs produisent à l'extrémité de leur tête de détection un champ magnétique oscillant. Lorsqu'un objet métallique pénètre dans ce champ, il y a perturbation de ce champ puis atténuation du champ oscillant.
Le champ magnétique émis à partir de la surface active du capteur est créé par un circuit (bobine) alimenté par une source de tension sinusoïdale dont la fréquence est limitée à quelques dizaines de kilohertz afin que soient réduites les pertes magnétiques par courant de Foucault ainsi que l’influence des capacités parasites. Si un objet métallique (cible) s’approche de la surface active, des courants de Foucault sont générés. D’après la loi de Lenz, ces courants s’opposent à la cause qui leur a donné naissance. Les pertes qui en résultent causent une baisse d’énergie dans le circuit oscillant et une atténuation des oscillations. Contrairement au capteur à réluctance variable qui n’est utilisable qu’avec des cibles ferromagnétique, le capteur à courants de Foucault est sensible à tout objet métallique.

### Principales caractéristiques

#### Qualités
- Large bande passante
- Grande finesse due aux forces très faibles exercées sur la cible par le dispositif de mesure
- Fiabilité accrue puisqu’il n’y a pas de pièces mobiles susceptibles d’usure ou de jeu

#### Inconvénients
- Étendue de mesure faible, de l’ordre de la dizaine de mm
- Fonctionnement non linéaire
- Dépendance de leur réponse à la forme, les dimensions et la nature du matériau de la cible

On en déduit que l’étalonnage doit s’effectuer dans les conditions particulières de leur emploi.
Ces capteurs procurent un isolement galvanique entre le circuit de mesure et la cible

#### Domaines d’application
- L'automatisme des lignes de fabrication (détection sans contact des pièces et machines en mouvement)
- La sécurité sur les avions (vérification de bon fonctionnement du train, fermeture des portes...)
- La mesure et l’asservissement de position
- Le contrôle dimensionnel
- L’étude, sans perturbation, du mouvement de dispositifs à faible inertie
- L’automobile : capteur ABS etc.

## Capteur de proximité à effet Hall

### Description
L'effet Hall se manifeste par l'apparition d'une différence de potentiel VH perpendiculairement aux lignes de courant d'un conducteur placé dans un champ d'induction BY. L'effet Hall est la conséquence de la force qui s'exerce sur les charges électriques en mouvement. Lorsqu'on approche un aimant de la plaquette, la différence de potentiel aux bornes de celle-ci augmente ; c'est ce signal qui est détecté.

### Fonctionnement
Ce type de capteur de courant exploite l'effet Hall pour produire une tension qui est l'image exacte (avec un facteur de proportionnalité connu) du courant à mesurer ou à visualiser.

### Unités et formules
Si un courant Io traverse un barreau en matériau conducteur ou semi-conducteur, et si un champ magnétique d'induction B est appliqué perpendiculairement au sens de passage du courant, une tension Vh, proportionnelle au champ magnétique et au courant Io, apparaît sur les faces latérales du barreau. Les électrons sont déviés par le champ magnétique, créant une différence de potentiel appelée tension de Hall .Le champ magnétique déforme la trajectoire des électrons car il engendre une force de Lorentz (e).
{\displaystyle Vh=Kh*B*Io} avec {\displaystyle Kh} : constante de Hall, qui dépend du matériau utilisé.
La Constante de Hall étant inversement proportionnelle à la densité des porteurs, la tension de Hall est beaucoup plus importante dans les semi-conducteurs que dans les métaux.

### Avantages
- Un intérêt de ce type de capteur est de permettre des mesures de position ou de déplacement à travers une paroi non ferromagnétique séparant de la sonde l'objet support de l'aimant.
- La chute de tension introduite dans le montage est très faible : vS étant limitée à quelques volts la tension vP est inférieure à quelques mV.
- L'isolation galvanique entre la mesure et le circuit est un élément appréciable de sécurité et permet d'éliminer l'influence du mode commun sur la mesure.
- La bande passante est relativement large : du continu à couramment 100 kHz (500 kHz pour certains modèles), elle est souvent supérieure à celle du voltmètre mesurant la tension vM.

### Inconvénients
Ce type de capteur est plus coûteux que le shunt et sa sensibilité aux champs magnétiques extérieures peut nécessiter quelques précautions.

## Capteur de présence ou de proximité infra-rouge
Le capteur de proximité infra-rouge (capteur photoélectrique) se compose d'un émetteur de lumière associé à un récepteur. La détection d'un objet se fait par coupure ou variation d'un faisceau lumineux. Le signal est amplifié pour être exploité par la partie de commande. Les récepteurs ont comme élément de base des dispositifs sensibles au rayonnement infra-rouge ; on choisit la cellule photoconductrice pour expliquer le principe de fonctionnement de ces dispositifs.

### La cellule photoconductrice
C’est un capteur résistif qui est caractérisé par l’influence du flux de rayonnement reçu sur la valeur de sa résistance. Associée à un conditionneur approprié, la cellule photoconductrice compte parmi les capteurs optiques les plus sensibles. Le phénomène physique qui est à la base de son emploi – la photoconduction – résulte d’un effet photoélectrique interne : libération dans le matériau de charges électriques sous l’influence de la lumière et donc augmentation de la conductance.
Un modèle simplifié est composé d’une plaque d’un semi-conducteur de volume V dopé d’atomes donneurs (P), tel que l’énergie des donneurs soit assez grande pour qu’à la température ambiante, et dans l’obscurité, la densité de donneurs ionisés par activation thermique soit faible. Quand le semi-conducteur est éclairé, les photons d’énergie supérieure à l’énergie d’ionisation des donneurs ionisent des donneurs, libérant des électrons qui s’ajoutent à ceux qui ont été libérés par excitation thermique. La conductance correspondante est {\displaystyle \sigma =q*\mu *n}, q étant la valeur absolue de la charge de l'électron et µ sa mobilité. n est la densité des électrons à l'équilibre sous éclairement qui dépend du flux de rayonnement. Cette relation n'est pas linéaire.
Finalement, on arrive à une fonction pour Rcp (résistance de la cellule éclairée) :
{\displaystyle Rcp=a*\Phi ^{-\gamma }},
avec :
- a dépendant en particulier du matériau, de la température et du spectre du rayonnement incident.
- γ ayant généralement des valeurs comprises entre 0,5 et 1.

La résistance d’obscurité Rco dépend de la forme géométrique et des dimensions de la plaque photoconductrice. Les propriétés de la cellule peuvent être convenablement traduites pas un schéma électrique équivalent où la résistance d’obscurité est placée en parallèle sur une résistance qui est déterminée par l’effet photoélectrique :
{\displaystyle Rc=Rco*Rcp/(Rco+Rcp)}
Dans le cas habituel d’emploi Rcp << Rco, on a alors :
{\displaystyle Rc=Rcp=a*\Phi ^{-\gamma }}
La variation de la résistance en fonction du flux incident n’est pas linéaire : elle peut être linéarisée dans une plage de flux limité, à l’aide d’une résistance fixée en parallèle sur la cellule photoconductrice.

#### Intérêt
L'intérêt des cellules photoconductrices réside dans leur sensibilité élevés et dans la simplicité de leurs montages d’utilisation.

#### Inconvénients
- non-linéarité de la réponse en fonction du flux
- temps de réponse en général élevé et bande passante limitée.
- instabilité (vieillissement) des caractéristiques.
- sensibilité thermique.
- nécessité d'un refroidissement pour certains types de cellules.

## Le télémètre
C'est avec la dernière configuration que sont fabriqués les capteurs de proximité et de distance les meilleur marché : les télémètre infra-rouge.
Les télémètres infra-rouge utilisent la triangulation et une rangée de petites cellules photoconductrices pour déterminer la distance et la présence d'obstacles dans leur angle de vue. Ces rangées de cellules photoélectriques sont en fait un PSD (Position Sensitive Device).
Ils fonctionnent en émettant une courte pulsation de lumière infra-rouge qui rebondit sur un obstacle ou poursuit son chemin. Si l'onde est réfléchie vers le capteur dans un laps de temps donné, le capteur la perçoit et mesure l'angle entre l'émetteur, l'obstacle et le récepteur (sinon le capteur considère qu'il n'y a rien devant lui). L'angle varie suivant la distance à l'obstacle. La lentille de réception focalise l'onde retour, qui illumine ainsi une cellule de la rangée, ce qui détermine la distance de l'objet par trigonométrie.
Il y a différentes versions de ces télémètres, qui possèdent différentes plages de mesure, qui peuvent envoyer la mesure par une tension analogique ou par émission de 8bits série, ou bien qui signalent si un objet se trouve en dessous d'une distance donnée. On choisit un modèle, capable de mesurer une distance entre 4 et 30 cm, et qui la délivre par une sortie analogique et on obtient cette courbe qui montre la relation distance ↔tension de sortie. À cause de cette relation trigonométrique entre distance et angle, la sortie du capteur est non bijective, il faut donc se méfier tout particulièrement des objets à moins de 4 cm qui renvoient une information de distance pouvant être interprétée comme étant issue d'un objet beaucoup plus lointain.
Une autre façon de mesurer la distance entre le capteur et l'objet est la mesure par temps de vol. On mesure le temps de propagation de la lumière entre le capteur et la cible. L'intérêt est d'avoir une information directement analogique.

## Systèmes mécaniques
La combinaison d'informations reçues de plusieurs détecteur mécaniques de position (ex : contact déclenché par le poids d'un objet ou d'un corps) peut aussi donner une information sur son mouvement.